# Gièvres
Gièvres é uma comuna francesa na região administrativa do Centro, no departamento Loir-et-Cher. Estende-se por uma área de 38,41 km². Em 2010 a comuna tinha 2 416 habitantes (densidade: 62,9 hab./km²).